# 鳥取西道路
- 日本の道路 > 一般国道 > 国道9号 > 鳥取西道路

鳥取西道路（とっとりにしどうろ）は、鳥取県鳥取市本高から同市青谷町青谷に至る総延長19.3キロメートル (km) の高規格幹線道路（高速自動車国道に並行する一般国道自動車専用道路〈A'路線〉）である。
高速道路ナンバリングによる路線番号は、「E9」が割り振られている。

## 概要

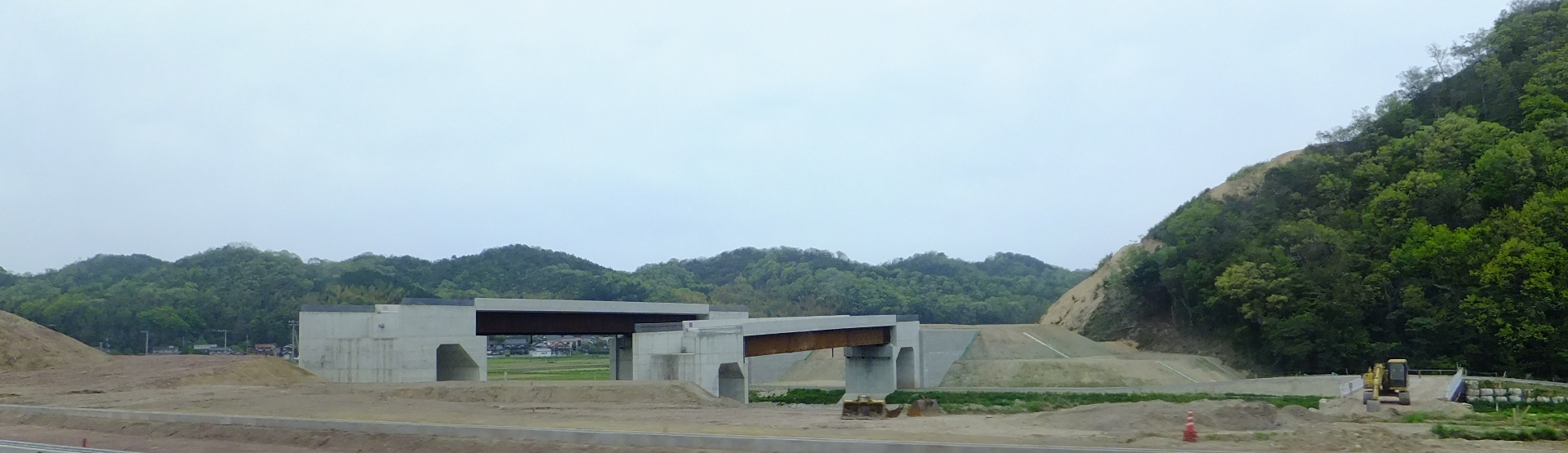
建設中の鳥取西道路
鳥取市本高で撮影

山陰自動車道に並行する一般国道9号の自動車専用道路として整備されている、都市計画道路鳥取青谷線（鳥取青谷道路）の事業路線名である。国道9号の交通混雑の緩和、安全の確保を目的としたバイパス機能を有する。
2005年度（平成17年度）にI期区間として鳥取IC - 吉岡温泉IC間7.0 kmが事業化された。さらに2007年度（平成19年度）にII期区間として吉岡温泉IC - 瑞穂宝木IC間5.9 kmが、2009年度（平成21年度）にIII期区間として瑞穂宝木IC - 青谷IC間6.4 kmがそれぞれ事業化されている。
浜村鹿野温泉IC - 青谷IC間4.7 kmは、当初2017年（平成29年）12月17日の開通を予定していたが、開通日発表以降に法面変状が発生し、同日の開通は延期となった。さらに、2017年（平成29年）12月には鳥取西IC - 吉岡温泉IC間でも法面に異常が発見されたため、この区間を含む鳥取西IC - 浜村鹿野温泉IC間についても開通予定が延期され、鳥取西IC - 青谷IC間17.5 kmは2019年（令和元年）5月12日に一括して開通した。これにより鳥取西道路は全線開通した。
- 起点 : 鳥取県鳥取市本高（鳥取IC）
- 終点 : 鳥取県鳥取市青谷町青谷（青谷IC）
- 総延長 : 19.3 km
- 車線数 : 4車線（暫定2車線）
- 道路規格 : 第1種第2級
- 設計速度 : 100 km/h

## 歴史
- 2005年度（平成17年度） : I期区間 鳥取IC - 吉岡温泉IC間 (7.0 km) 事業化
- 2007年度（平成19年度） : II期区間 吉岡温泉IC - 瑞穂宝木IC間 (5.9 km) 事業化
- 2009年度（平成21年度） : III期区間 瑞穂宝木IC - 青谷IC間 (6.4 km) 事業化
- 2013年（平成25年）12月14日 : 鳥取IC - 鳥取西IC間 (1.8 km) 開通[4]
- 2019年（令和元年）5月12日 : 鳥取西IC - 青谷IC間（17.5 km）開通[3]

## インターチェンジなど
- 施設名欄の背景色が■である部分は施設が供用開始されていない、または完成していないことを示す。
- (数字)は、他路線の番号。

| IC 番号                          | 施設名         | 接続路線名                                           | 起点から (km) | キロポスト (km) | 備考                         |
| -------------------------------- | -------------- | ---------------------------------------------------- | ------------- | --------------- | ---------------------------- |
| E29 鳥取自動車道                 |                |                                                      |               |                 |                              |
| (9)                              | 鳥取IC         | 国道29号 津ノ井バイパス支線                          | 0.0           | 214.2           |                              |
| 1                                | 鳥取西IC       | E9 山陰近畿自動車道（調査中） 県道49号鳥取河原用瀬線 | 1.8           | 216.0           |                              |
| -                                | 良田CB         | -                                                    | 5.5           | 219.7           |                              |
| 2                                | 吉岡温泉IC     | 県道191号矢矯松原線                                  | 7.1           | 221.3           |                              |
| 3                                | 瑞穂宝木IC     | 県道233号矢口鹿野線                                  | 13.0          | 227.2           | 鳥取方面出入口のみのハーフIC |
| 4                                | 浜村鹿野温泉IC | 県道32号郡家鹿野気高線                               | 14.7          | 228.9           |                              |
| 5                                | 青谷IC         | 国道9号（青谷羽合道路） 県道280号俵原青谷線          | 19.3          | 233.5           |                              |
| E9 山陰自動車道 （青谷羽合道路） |                |                                                      |               |                 |                              |